# Вадим (станция)
Вадим (укр. Вадим) —  пограничная железнодорожная станция Херсонской дирекции Одесской железной дороги.

## История
Станция была построена в 1944 году на линии Херсон — Джанкой. В 1970-х годах от станции был проложен подъездной путь к заводу «Крымский Титан», частично забетонированный участниками блокады Крыма в 2015 году.
На станции оборудован вокзал и зал ожидания, а также касса.
В связи с аннексией Крыма Россией по станции прекращена остановка всех транзитных поездов дальнего следования, с 1 июня 2014 года поезда в Крым начали проходить таможенный контроль в Херсоне, а с 27 декабря 2014 года запрещено движение всех транзитных поездов в Крым. В связи с этим для всех поездов станция является конечной.

## Пассажирские перевозки
По станции оборачиваются 2 пары пригородных дизель-поездов сообщением Николаев — Вадим, а также две пары сообщением Херсон — Вадим.
До 1 апреля 2014 года также курсировал дизельный экспресс Николаев — Керчь и ряд поездов, сообщающих Крым с Одессой, Хмельницким и другими городами.